# Martín Barragán
Martín Barragán Negrete, (Tizapán el Alto, Jalisco, 14 de julio de 1991) es un futbolista mexicano, juega como Delantero y su equipo actual es el Atlético La Paz de la Liga de Expansión MX.

## Trayectoria
Inició su trayectoria en los equipos de la calle, como lo son Agaveros del Areval, y en el Deportivo Oro.
Académicos
Después de estar en la Sub-20, jugó en la filial de La Liga de Nuevos Talentos. en el Apertura 2012 se consolidó líder goleador de la Liga con 15 goles. Esto le valió ser fichado por un equipo de Primera División: el Atlas Fútbol Club de Guadalajara.
Atlas
Hizo su presentación en la Copa MX 2012, como titular en el triunfo de su equipo 2-0 a Lobos BUAP.
Su debut en Liga MX fue en el Clausura 2014. Lo debutó el entrenador Tomás Boy. Entró por Jahir Barraza al minuto 72 enfrentado a Xolos portando el dorsal 28.
En el Clausura 2017 fue considerado el segundo mejor goleador mexicano. Siendo su mejor torneo allí fue fichado por el Club Necaxa donde quedó a deber, dos años después el equipo de Aguascalientes lo cedió al Club Universidad Nacional como préstamo.
En los Pumas de la Universidad pasó  desapercibido, debido a las pocas oportunidades que tuvo y la gran competencia de delanteros que tenían los pumas, compitió con delanteros como Felipe Mora y Carlos González.
Tras un breve paso por la Liga de Espansión con el Atlético Morelia, Martín regresó a la primera división en el torneo Clausura 2022 al fichar por el Club Puebla, donde tendría un rol secundario de juego.

### Clubes
| Club                | País                | Año             | Partidos | Goles |
| ------------------- | ------------------- | --------------- | -------- | ----- |
| Atlas F. C.         | México              | 2013 - 2017     | 113      | 24    |
| C. Necaxa           | México              | 2017 - 2021     | 99       | 19    |
| Pumas UNAM          | México              | 2019 - 2020     | 7        | 0     |
| Atlético Morelia    | México              | 2021            | 18       | 8     |
| C. Puebla           | México              | 2022 - 2024     | 80       | 14    |
| Celaya FC           | México              | 2024 - 2025     | 31       | 15    |
| Atlético La Paz     | México              | 2025 - Presente | 0        | 0     |
| Total en su carrera | Total en su carrera | 2013 - presente | 348      | 80    |

## Estadísticas

### Clubes
La siguiente tabla detalla los encuentros disputados y los goles marcados en los clubes en los que ha militado.
| Atlas F.C. · México                                                                  | 1.ª                 |                     |     |    |    |    |   |   |     |    |
| Atlas F.C. · México                                                                  | 1.ª                 | 2012-13             | 0   | 0  | 5  | 0  | - | - | 5   | 0  |
| Atlas F.C. · México                                                                  | 1.ª                 | 2013-14             | 10  | 2  | 7  | 2  | - | - | 17  | 4  |
| Atlas F.C. · México                                                                  | 1.ª                 | 2014-15             | 24  | 6  | 6  | 3  | 5 | 0 | 33  | 9  |
| Atlas F.C. · México                                                                  | 1.ª                 | 2015-16             | 7   | 0  | 10 | 1  | - | - | 17  | 1  |
| Atlas F.C. · México                                                                  | 1.ª                 | 2016-17             | 35  | 10 | 2  | 0  | - | - | 37  | 10 |
| Atlas F.C. · México                                                                  | 1.ª                 | Total               | 76  | 18 | 28 | 6  | 5 | 0 | 109 | 24 |
| Necaxa · México                                                                      | 1.ª                 |                     |     |    |    |    |   |   |     |    |
| Necaxa · México                                                                      | 1.ª                 | 2017-18             | 26  | 6  | 11 | 6  | - | - | 37  | 12 |
| Necaxa · México                                                                      | 1.ª                 | 2018                | 8   | 0  | 4  | 3  | - | - | 12  | 3  |
| Necaxa · México                                                                      | 1.ª                 | Total               | 34  | 6  | 15 | 9  | - | - | 49  | 15 |
| Total en su carrera                                                                  | Total en su carrera | Total en su carrera | 110 | 24 | 43 | 15 | 3 | 0 | 156 | 39 |
| (1)Incluye datos de la Copa México. (2)Incluye datos de la Copa Libertadores (2015). |                     |                     |     |    |    |    |   |   |     |    |

## Selección nacional

### Absoluta
El 2 de julio de 2017 debutó en la selección mexicana, fue en un encuentro amistoso contra Paraguay, logrando completar los 90 minutos y que culminó a favor por 2-1.
Participaciones en fases finales
| Competición                     | Sede                                 | Resultado    | Partidos |
| ------------------------------- | ------------------------------------ | ------------ | -------- |
| Clasificación Mundial 2018      | Norteamérica, Centroamérica y Caribe | Clasificado  | 0        |
| Copa de Oro de la Concacaf 2017 | Estados Unidos                       | Tercer lugar | 2        |
| Total                           | –                                    | –            | 2        |

## Palmarés

### Campeonatos nacionales
| Título       | Club        | País   | Año  |
| ------------ | ----------- | ------ | ---- |
| Copa México  | Club Necaxa | México | 2018 |
| SuperCopa MX | Club Necaxa | México | 2018 |